# 木偶邪靈
《木偶邪靈》（羅馬化：Wiyan Phaesaya），是一部由Good Boy Entertainment出品，莎拉·元勇執導，提迪瓦·立帕拉賽、藍藍琳·德加莎·維及查莉塔·蘇安珊領銜主演的古裝復仇劇。2024年1月8日起，週一至週四晚間六點於Thai Ch8首播。

## 劇情簡介
Faikham（藍藍琳·德加莎·維 飾）不情願地從已故母親那裡繼承了「卡靈」（Ka）的法術。祂可以透過舔舐她的臉頰讓她變得更美麗，但也讓她的形態變得可怕。這個卡靈生前是一位美麗的女子，名叫Oenglong（查莉塔·蘇安珊 飾）。現在，性格殘暴邪惡的Oenglong，帶著強烈的怨氣，打算向生前傷害過她的人報仇。
即使Oenglong已過世多年，但Faikham母親的靈魂仍然受到卡靈的強大控制。現在，Faikham不僅要拯救自己，還要拯救她的母親，使其免於邪惡卡靈的魔爪。
某天，Faikham得到了在皇宮工作的機會，也間接讓Oenglong得以復仇。

## 演員陣容

### 主演
- 提迪瓦·立帕拉賽（Ohm） 飾演 Inchaweng
- 藍藍琳·德加莎·維（Cheribelle） 飾演 Faikham
- 查莉塔·蘇安珊（Namtan） 飾演 Oenglong

### 配角
- 索納拉姆·塞皮塔克（Num） 飾演 Chao Luang Kamjaisaeng／Thao Kamjai
- 派卡拉米亞·保翠安（Tong） 飾演 Nandayatana／Keyuri
- 陸吉拉·翠格（Khem） 飾演 Fongjan
- 娜塔麗卡·塔瑪普雷達南（Namphueng） 飾演 Soithipraya
- 玫塔薇·緹拉吏袞（Tungmay） 飾演
- 薇茹莉·迪莎亞布（英语：Weluree Ditsayabut）（Fai） 飾演 Nokyung／Yungkham
- 納塔波·肯詹澈克（Atom） 飾演
- 納溫維·基特瓊維（Tawan） 飾演 Chao No Mueang
- 蘇卡文·考丕袞（Arm） 飾演 Chao Kaew
- 索蒂潘圖·卡姆魯查（Amen） 飾演 Grand Teacher Inla
- 努特薩拉·普拉瓦納（Lin） 飾演
- 卡農萍·塔納披查功（Nim） 飾演
- 賈魯西里·普瓦奈（Tu） 飾演

## 獲獎與提名列表
| 年度   | 頒獎典禮                            | 獎項       | 入圍者        | 結果   |
| ------ | ----------------------------------- | ---------- | ------------- | ------ |
| 2025年 | 第16屆泰國皇家戲劇獎 （晚間戲劇類） | 最佳女主角 | 查莉塔·蘇安珊 | 待公布 |

## 外部連結
- MyDramaList上的劇情簡介 （页面存档备份，存于）（英文）
- 豆瓣电影上《木偶邪靈》的資料 （简体中文）

## 電視節目的變遷
| 泰國 Thai Ch8 星期一至星期四 18:00－19:00   | 泰國 Thai Ch8 星期一至星期四 18:00－19:00    | 泰國 Thai Ch8 星期一至星期四 18:00－19:00 |
| ------------------------------------------- | -------------------------------------------- | ----------------------------------------- |
|                                             | 木偶邪靈 （2024年1月8日－2024年3月12日）     |                                           |
| 舞姬陰宅 （2023年10月23日－2023年12月21日） | 醃魚罈繼承人 （2024年3月13日－2024年5月8日） |                                           |